# Jacob Aaron Estes
Jacob Aaron Estes (* 6. September 1972 in Tulare County, Kalifornien) ist ein US-amerikanischer Filmregisseur und Drehbuchautor, der durch Kinofilme wie Mean Creek oder The Details international bekannt wurde.

## Leben und Karriere
Jacob Aaron Estes, geboren 1972 im kalifornischen Tulare County, ist seit dem Jahr 2001 im Filmgeschäft als Regisseur und Drehbuchautor tätig, am Anfang noch für den Kurzfilm Summoning, drei Jahre später 2004 mit seinem Regiedebüt Mean Creek, für das er auch das Drehbuch schrieb, auch für die große Leinwand. Die Independent Produktion Mean Creek, in den Hauptrollen spielten Rory Culkin, Ryan Kelley und Scott Mechlowicz, feierte seine Premiere auf dem Sundance Film Festival, wo er den Humanitas Prize gewann und lief später auch als Beitrag bei den Filmfestspielen in Cannes. Der Film, der von Paramount Classics vertrieben wurde, erhielt darüber hinaus 2005 auch den Independent Spirit Award in der Kategorie John Cassavetes Award.
2005 verfasste Estes dann das Drehbuch zu Rick Rosenthals romantischer Komödie Nearing Grace. Im Jahr 2011 inszenierte Estes mit The Details, einer schwarzen Komödie mit Tobey Maguire in der Hauptrolle, seinen zweiten Spielfilm. 2014 wurde er auch als Produzent für das Kriminaldrama 7 Minutes aktiv. Danach war er am Drehbuch zu Rings (2017) beteiligt.
Estes ist verheiratet mit Gretchen Lieberum.

## Auszeichnungen
- 2004: Deauville-Film-Festival-Award-Nominierung in der Kategorie Grand Special Prize für Mean Creek
- 2004: Film-Fest-Gent-Award-Nominierung in der Kategorie Grand Prix für Mean Creek
- 2004: Stockholm-Film-Festival-Award in der Kategorie Best Directorial Debut für Mean Creek
- 2004: Sundance-Film-Festival-Award in der Kategorie Humanitas Prize für Mean Creek
- 2005: Independent Spirit Award in der Kategorie John Cassavetes Award für Mean Creek zusammen mit den Produzenten Susan Johnson, Rick Rosenthal und Hagai Shaham

## Filmografie

### Als Regisseur
- 2001: Summoning (Kurzfilm)
- 2004: Mean Creek
- 2011: The Details
- 2019: Don’t Let Go

### Als Drehbuchautor
- 2001: Summoning (Kurzfilm)
- 2004: Mean Creek
- 2005: Nearing Grace
- 2011: The Details
- 2017: Rings
- 2019: Don’t Let Go

### Als Produzent
- 2014: 7 Minutes